# Festa di fine estate
Festa di fine estate (Frode og alle de andre rødder) è un film danese del 2008 diretto da Bubber, nome d'arte di Niels Christian Meyer.

## Trama
Per Frode è il primo giorno di scuola, ma non vede l'ora che arrivi il fine settimana in quanto nel cortile del suo condominio verrà organizzata una grande festa con tutto il vicinato per celebrare la fine dell'estate. Oltretutto, gira voce che qualcuno abbia affittato un elefante. Nel suo stesso palazzo vive anche un signore, Storm, che odia sia i bambini che le feste.
Un giorno i condomini ricevono nuove disposizioni da parte dell'amministratore che impone nuove tasse, a cominciare dall'uso del cortile per un valore di 5 000 corone e la stessa cifra per l'uso del seminterrato, dove vivono tre bulli che si spacciano per riparatori di biciclette e molestano gli altri bambini. A causa di questa tassa, la festa rischia di saltare e i tre bulli lo sfratto.
Storm viene derubato di alcuni oggetti personali, tra cui un orologio di valore e una pipa, e mette al bando un annuncio che chiunque avesse catturato il ladro, avrebbe ricevuto una ricompensa di 5 000 corone. I due gruppi, uno composto da Frode e i suoi amici Læris e Stinne, l'altro dai tre bulli, si attivano per cercare di acciuffare il ladro. Frode si fa aiutare da un ragazzo che ama fare e proporre loro degli scherzi quando si trovano di cattivo umore; i tre cercano di indagare sulla soffitta chiusa con un lucchetto e la cui chiave è in possesso del custode che, però non vuole cedergliela e perciò devono ricorrere ad uno stratagemma: distrarre il custode attraverso un sovraccarico elettrico dell'impianto che si trova al di fuori dell'ufficio del custode. I tre bulli successivamente installano un sistema di allarme nella casa di Storm e questo li mette in buona luce di fronte a Storm, ma l'allarme è fastidioso per le vicine di casa (suona ad ogni apertura della porta) che, esasperate, lo distruggono con un martello.
Frode, Stinne e Læris piazzano un tappeto con il caramello all'ingresso della casa e, sul punto di catturare il ladro, vengono sorpresi dai tre bulli che li rinchiudono in uno stanzino, catturando il ladro per primi e ottenendo la ricompensa. Il ladro in realtà è il maestro di Frode che convince Storm ad essere più gentile e più divertente con sé stesso e gli altri. Frode cerca allora di rubare la busta dei soldi, ma poi vengono scoperti dai bulli e così devono scappare sui tetti, da dove la busta cade e viene ritrovata da Storm: quest'ultimo alla fine decide di cedere le 5 000 corone a Frode e i suoi amici, così affittano il cortile e organizzano la tanta attesa festa in cui cavalcano l'elefante.